# Jan Styka
Jan Styka (Leopoli, 8 aprile 1858 – Roma, 11 aprile 1925) è stato un pittore polacco. Styka era noto principalmente per i suoi dipinti raffiguranti panorami di battaglie e arte religiosa. Fu anche poeta e illustratore. È conosciuto anche come grande oratore patriottico - i suoi discorsi furono stampati nel 1915 sotto il titolo francese L'ame de la Pologne (L'anima della Polonia).

## Biografia

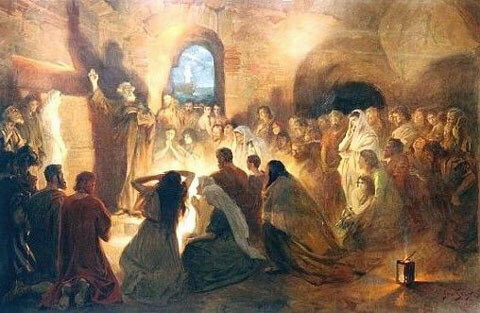
San Pietro predica il Vangelo nelle catacombe di Jan Styka

Figlio di un ufficiale ceco nell'impero austro-ungarico, Styka frequentò la scuola nella sua natìa Leopoli, per poi studiare all'Accademia di belle arti di Vienna. In seguito, si stabilì a Cracovia nel 1882 dove studiò storia del dipinto sotto Jan Matejko. Successivamente tornò a Leopoli e aprì un negozio d'arte. Qui, insieme al celebre pittore storico polacco Wojciech Kossak, creò la sua opera più famosa in Polonia: il Panorama di Racławice. In seguito, viaggiò in Italia per un breve periodo prima di trasferirsi in Francia, dove i grandi movimenti artistici di Montmartre e Montparnasse stavano prendendo forma e dove avrebbe trascorso gran parte della sua vita.
Tra le opere importanti di Styka c'è San Pietro che predica il Vangelo nelle catacombe, dipinta a Parigi nel 1902. I suoi panorami famosi includono Bem in Siedmiogrod (1897), Il Martidromo dei cristiani nel Circo di Nerone (1897), e, presso il succursale di Breslavia del Museo Nazionale di Polonia, il monumentale Panorama di Racławice (1894). Styka morì nel 1925 e fu sepolto a Roma. Tuttavia, nel 1959 Hubert Eaton si accordò con la famiglia di Styka affinché i suoi resti fossero portati negli Stati Uniti per essere sepolti nella "Sala degli Immortali" nel Forest Lawn Memorial Park. I suoi figli Tadeusz "Tade" Styka (1889–1954) e Adam Styka (1890–1959) furono entrambi pittori.

## La Crocifissione

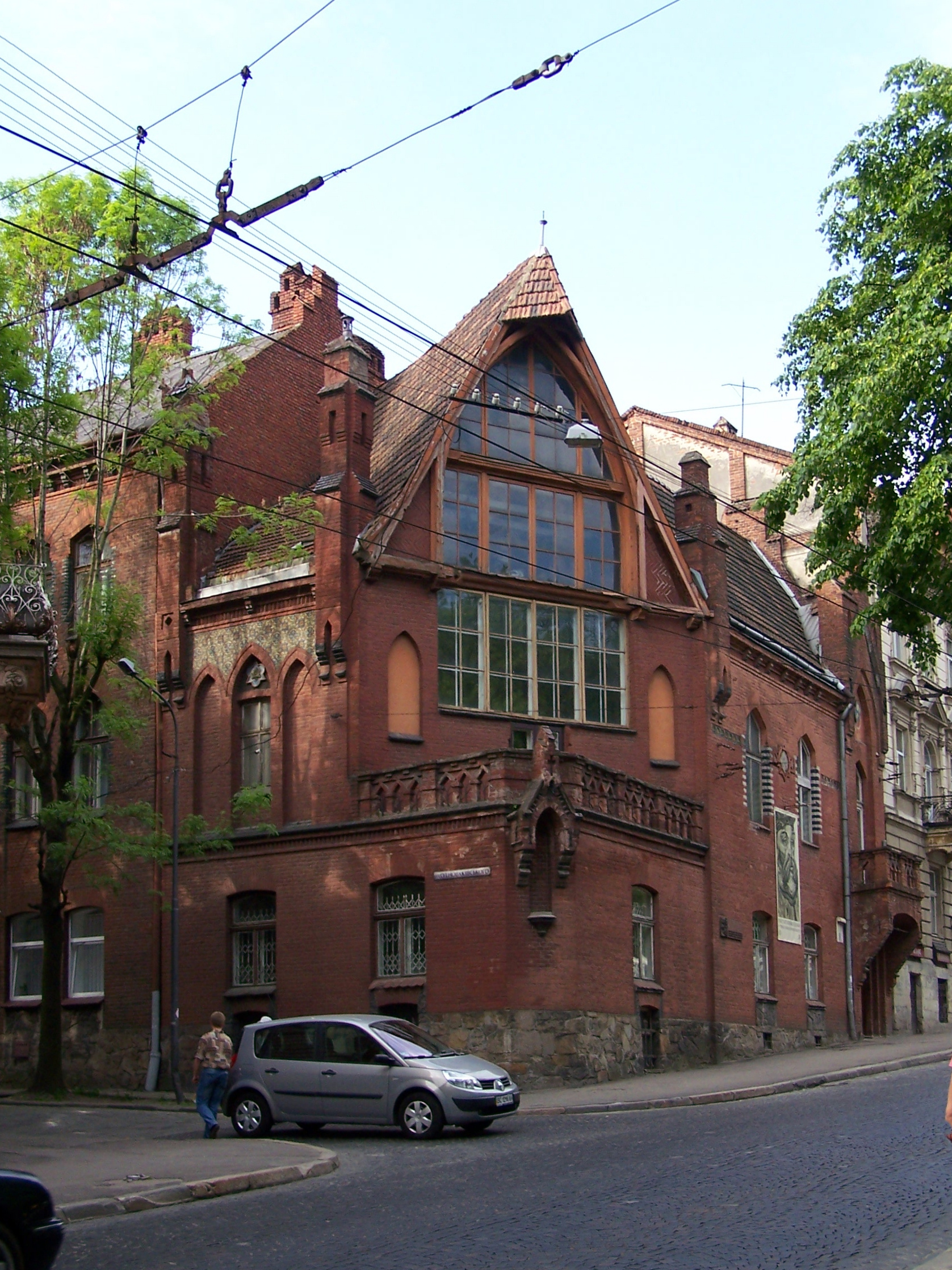
La casa di Jan Styka a Leopoli

Nel 1910 Styka dipinse un ritratto dello stimato pianista e statista polacco, Ignacy Paderewski, che oggi si trova al Museo Nazionale di Polonia a Poznań. In precedenza, verso la fine del XIX secolo, Paderewski incaricò Styka di dipingere quella che sarebbe diventata la sua opera più famosa a livello internazionale. Originariamente intitolato "Golgotha" (nome aramaico del luogo della crocifissione di Cristo), il dipinto divenne noto semplicemente come La Crocifissione. Questo pezzo raffigura un enorme panorama di 59 metri di lunghezza per 14 metri di altezza.
La Crocifissione ha una storia affascinante. Nel 1894 Styka si recò a Gerusalemme, per prepararne gli schizzi, e successivamente a Roma, dove la sua tavolozza fu benedetta da Papa Leone XIII. Il dipinto fu svelato a Varsavia con gran successo il 22 giugno 1897. Fu mostrato in molte delle grandi città d'Europa, prima di recarsi in America, per partecipare all'esposizione di St. Louis del 1904. Il dipinto fu sequestrato quando i partner americani di Styka non riuscirono a pagare le tasse doganali e fu considerato perduto per quasi quarant'anni.
Nel 1944 il dipinto fu ritrovato, arrotolato attorno a un palo del telefono e gravemente danneggiato, avendo languito per decenni nel seminterrato della Chicago Civic Opera Company. Acquistato dall'imprenditore americano Hubert Eaton, il dipinto fu restaurato dal figlio di Jan Styka, l'artista Adam Styka. È esposto nella Sala della Crocifissione nel cimitero di Forest Lawn Memorial Park a Glendale, in California. Nel periodo 2005-2006 il dipinto ha subito un massiccio restauro durante la celebrazione del centenario di Forest Lawn.

## Dipinti

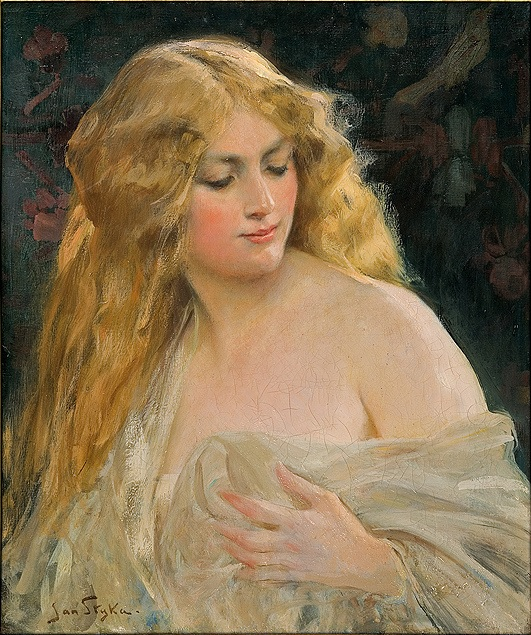
Calipso
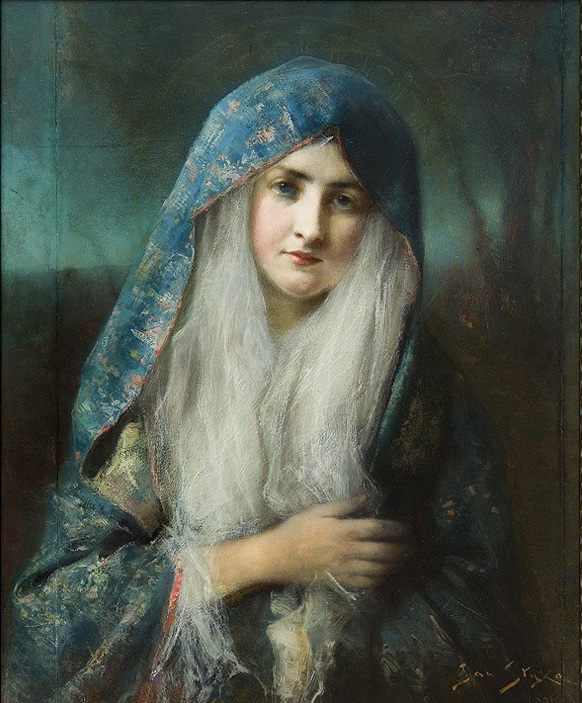
Madonna, 1906
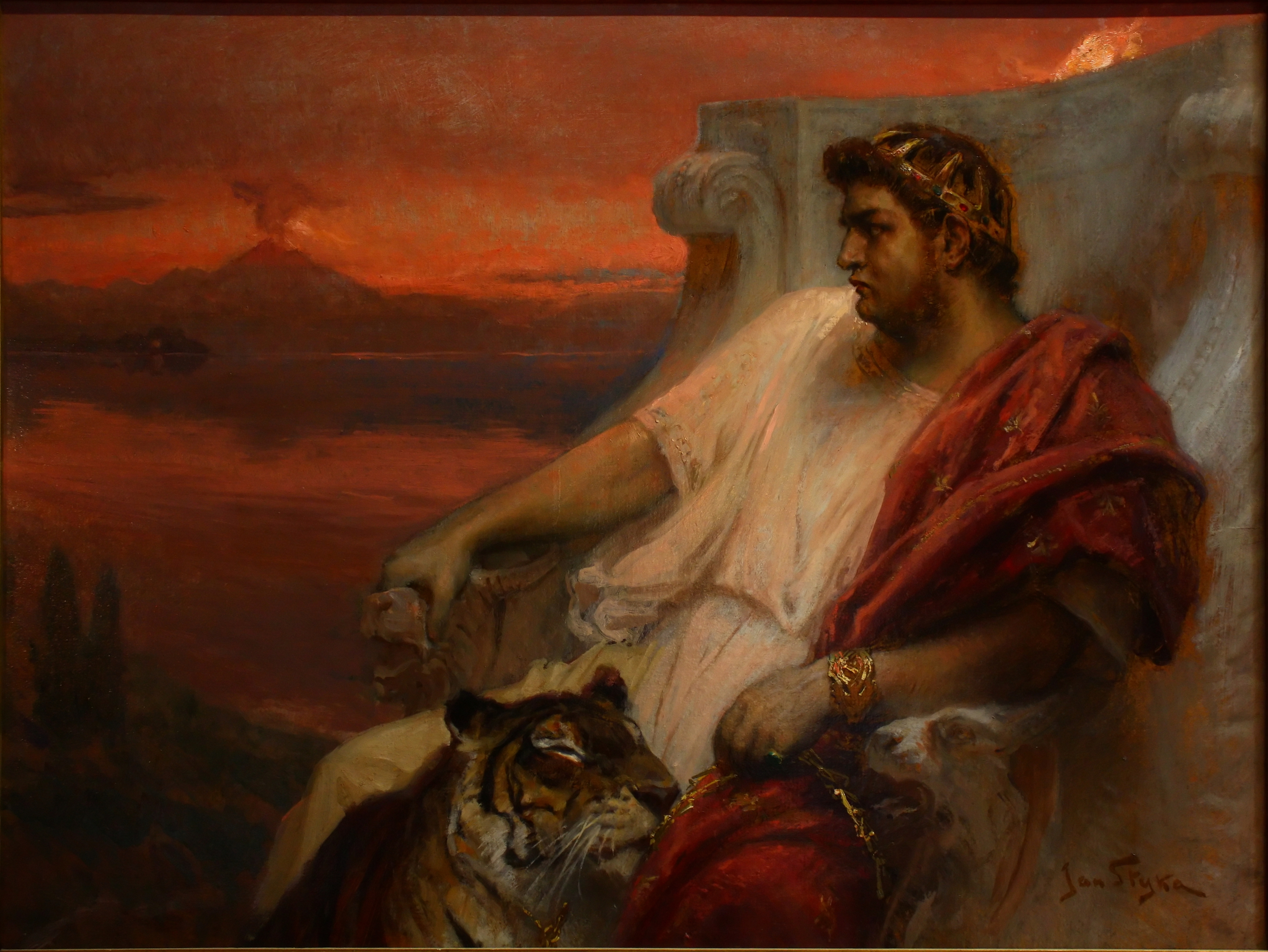
Nerone a Baia, c. 1900
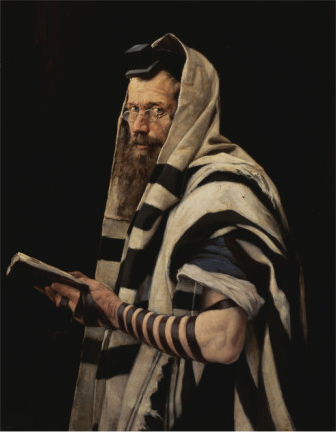
Rabbino con Tefillin, ca. 1925
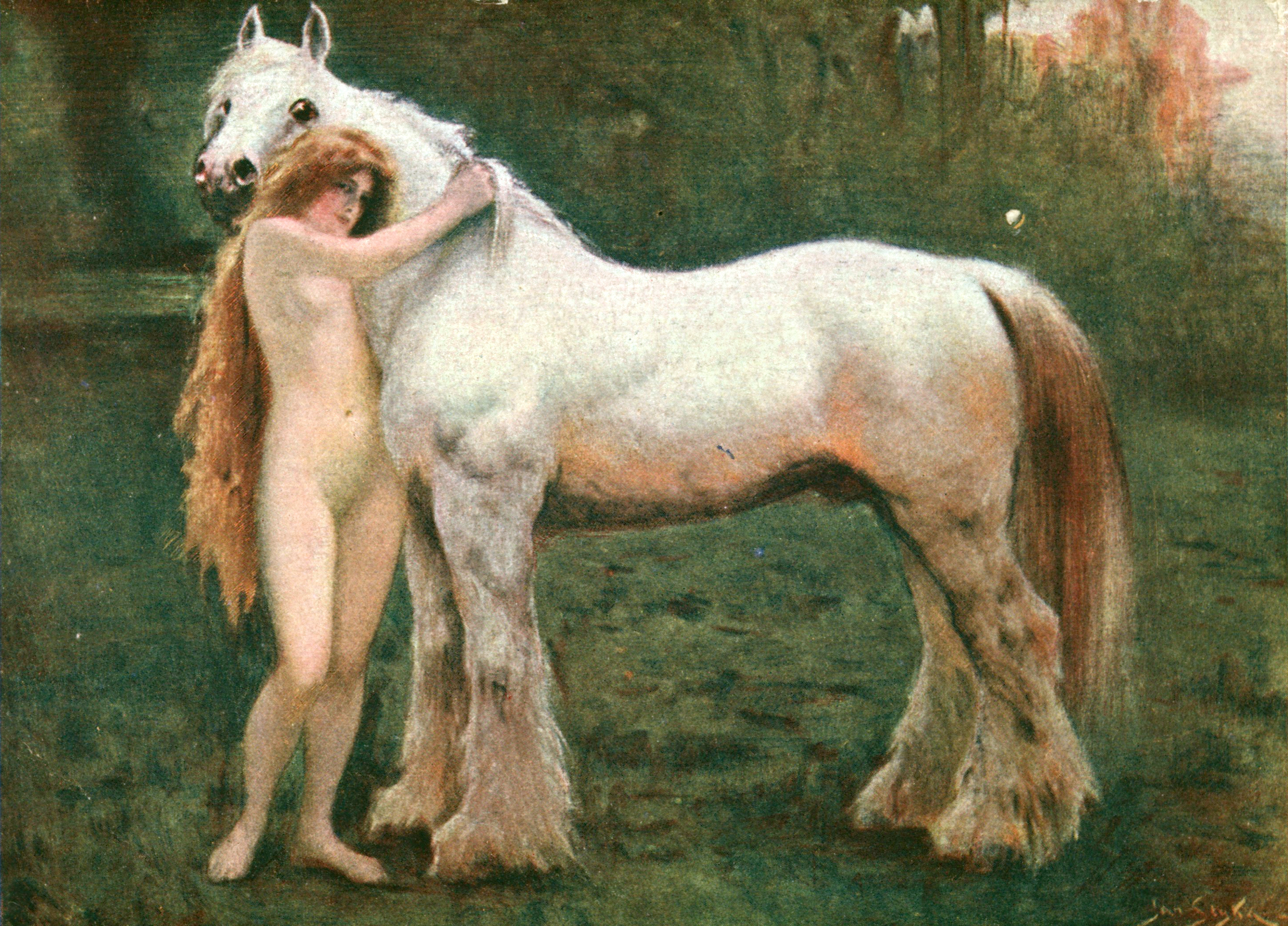
Ninfa e un cavallo, c. 1920
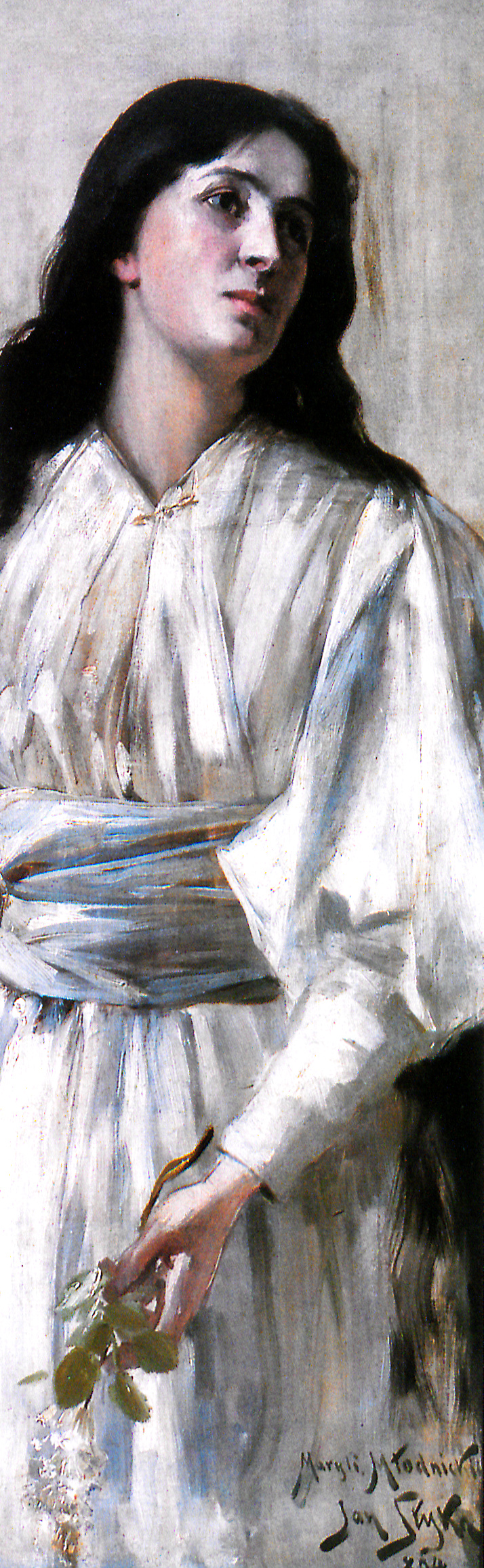
Ritratto di Maryla Młodnicka-Wolska
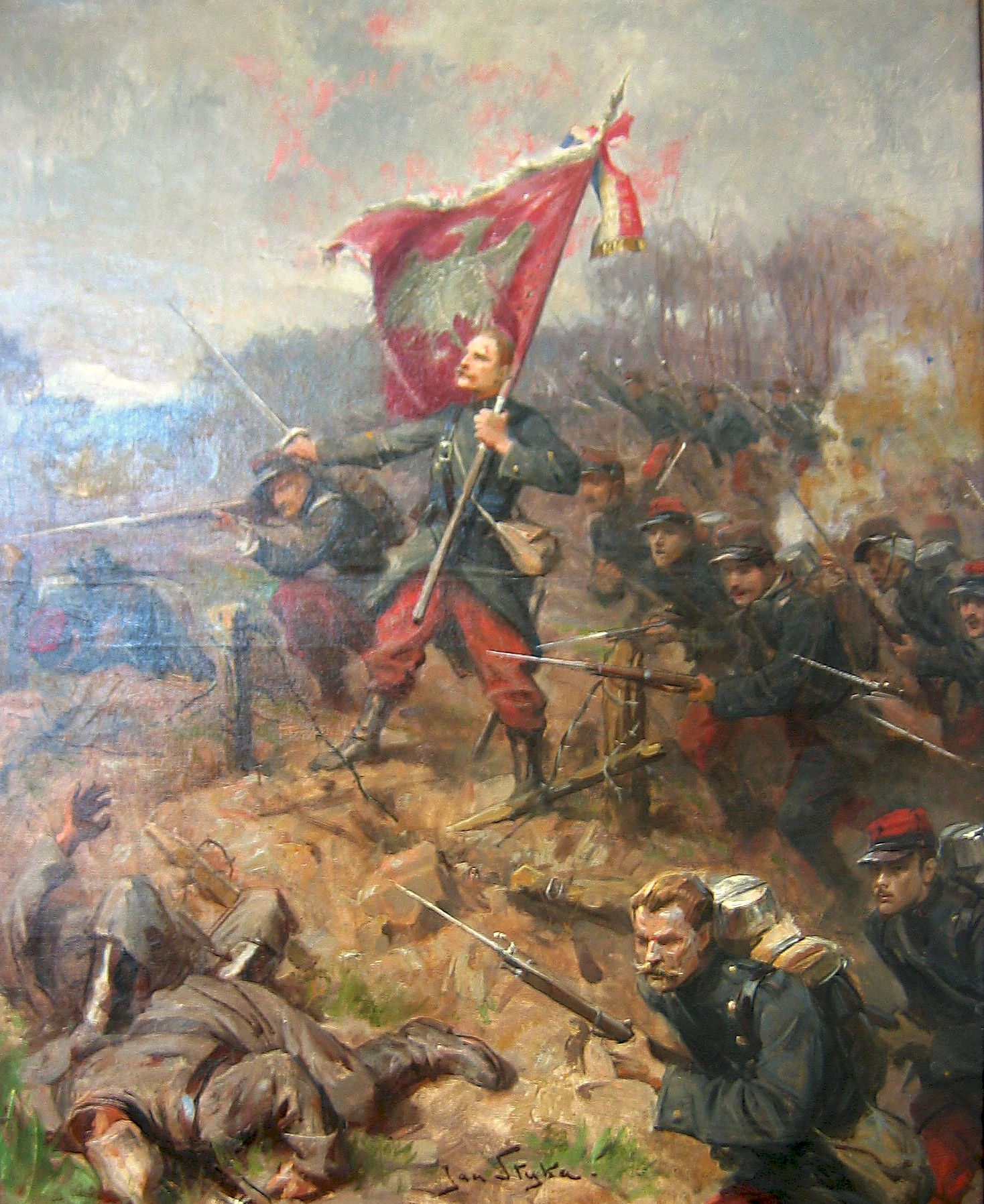
Mortre di Władysław Szujski nella battaglia di Sillery
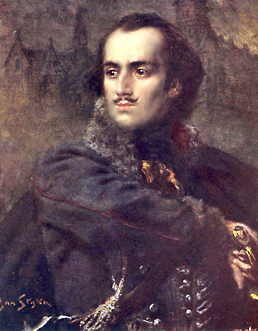
Kazimierz Pułaski, ca. 1925
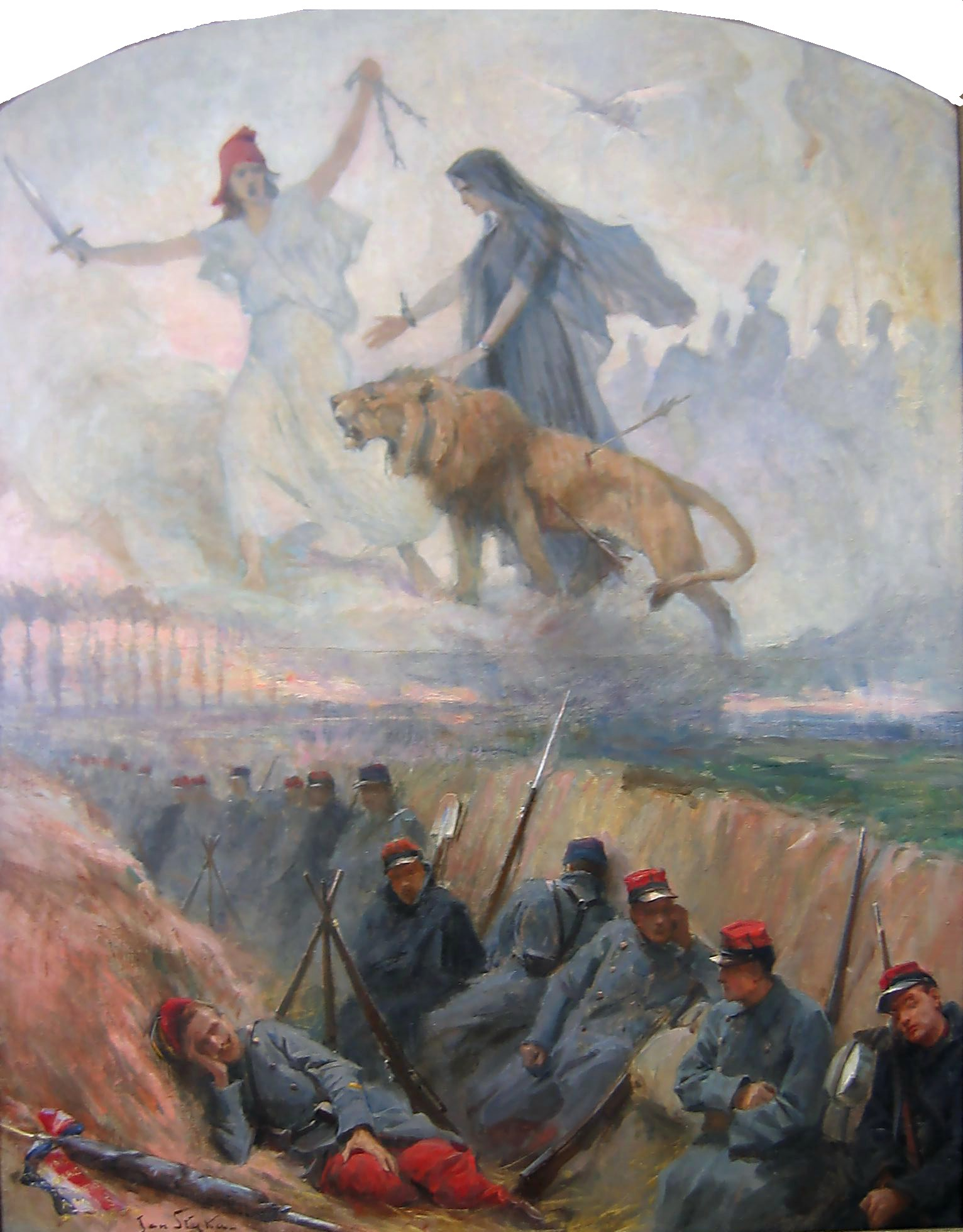
Sogno dei volontari polacchi nelle trincee francesi